# Joure
Joure (Fries: De Jouwer, [də’jɔ.ṷər]) is een plaats in de Nederlandse provincie Friesland en de hoofdplaats van de gemeente De Friese Meren. Joure heeft 13.060 inwoners (2023).
Inwoners van Joure worden Jousters genoemd. In de volksmond worden ze ook wel "Jouster Keallepoaten" genoemd, naar de Friese keallepoat (kalfspoot), een koekoffer dat de voorouders brachten aan de watergeest, uit dank dat hij hun land zoveel water had toebedacht. De keallepoat bestaat uit twee langwerpige koeken die naast en tegen elkaar aan worden gebakken en daardoor op kalfspoten lijken. Ze worden gemaakt van roggebloem, honing en verschillende kruiden.

## Geschiedenis
Joure is deels ontstaan bovenop een zandrug eind 12de eeuw, en op een oude waterkering (einde van de middeleeuwen) die vanaf het Tolhuis naar Haskerhorne liep. Op de kruin van deze dijk werd de latere Midstraat aangelegd. Ook lag Joure op een kruising van waterwegen naast het voormalige dorp Westermeer. Rond 1400 werden veel kanalen gegraven door Hamburgvaarders. Zij zochten een afgelegen plaats die door kanalen en trekpaarden bereikbaar was, deze plaatsen waren relatief veilig waren voor eventuele plunderaars. De Kolk werd in 1416 hergraven, zoals ook een vaarweg naar Heerenveen, de Munnikevaart / Monniksvaart hergegraven werd ten behoeve van Hasker Convent in Haskerdijken, om daar goederen naar toe te brengen zoals melkproducten en turf en kreeg de nieuwe naam "Overspittinghe". Dit Convent heeft voor de ontginning van Friesland gezorgd.
Tijdens de crisis van de jaren dertig was er veel bedrijvigheid in Joure. De turf die kwam van onder andere het Nannewijd, een door turfafgraving ontstaan meer, ten zuiden van Oudehaske, werd op pramen naar Joure vervoerd en daar overgeladen in skûtsjes. Dit overladen gebeurde op de plaats waar nu de kerk "de Oerdracht" staat.
Sommige straatnamen, zoals Eeltsjebaes, Aukebaes en Hettebaes, herinneren nog aan de scheepswerven, waar nieuwe skutsjes en pramen werden gebouwd, maar ook veel reparaties werden verricht. Voor de oorlog was Joure deel van een tramnetwerk. Joure was via de tramlijn Sneek - Bolsward verbonden met Sneek, Bolsward en Heerenveen, en via de tramlijn Joure - Lemmer met Lemmer. De straatnaam Stationsstraat herinnert hier nog aan. Voor de aanleg van de rails moesten eerst wegen aangelegd worden. De Tramwei herinnert daar nog aan. Daarvoor was men gewend om alle vervoer per boot te ondernemen.
Joure is van oudsher geen stad, maar wel te groot om een dorp te worden genoemd. Naar Oud-Friese traditie wordt zo'n plaats een vlecke genoemd.
Over de oorsprong van de naam Joure, of De Jouwer, zijn verschillende theorieën. Veelal wordt gedacht dat het van het Friese woord Hjouwer komt, dat haver betekent.
De naam van Joure is verder onlosmakelijk verbonden met Douwe Egberts. In 1753 begon de vader van Douwe Egberts, Egbert Douwes, aan de Midstraat in Joure een zaak in koloniale waren, die is uitgegroeid tot de bekende koffiebrander. Jarenlang zat er nog een DE-winkel aan de Midstraat. Deze is op 24 oktober 2014 gesloten.
Tot de gemeentelijke herindeling van 1984 maakte de hoofdplaats Joure deel uit van de toenmalige gemeente Haskerland, en daarna tot 2014 van de toenmalige gemeente Skarsterlân. Sindsdien maakt Joure deel uit van de gemeente De Friese Meren.
Ten oosten van Joure liggen de Haulsterbossen. Ten noorden van Joure ligt de Haskerveenpolder. Ten westen van Joure ligt de Langweerderwielen. Joure beschikt over een subtropisch zwembad, een haven, een oud centrum en mooie waterrijke woonwijken.

## Cultuur

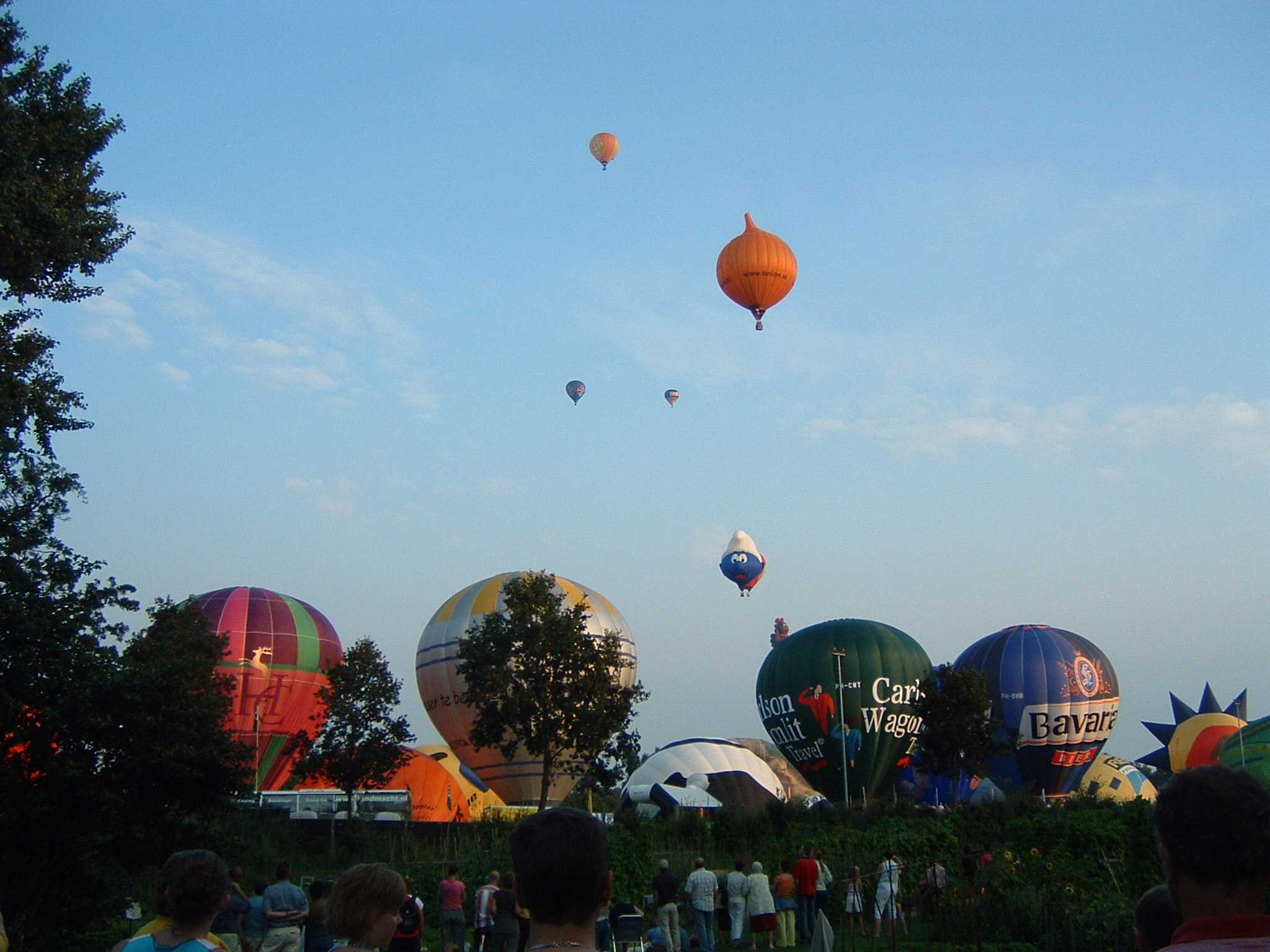
Sinds 1986 worden jaarlijks de Friese Ballonfeesten georganiseerd.

### Musea en openbare kunst

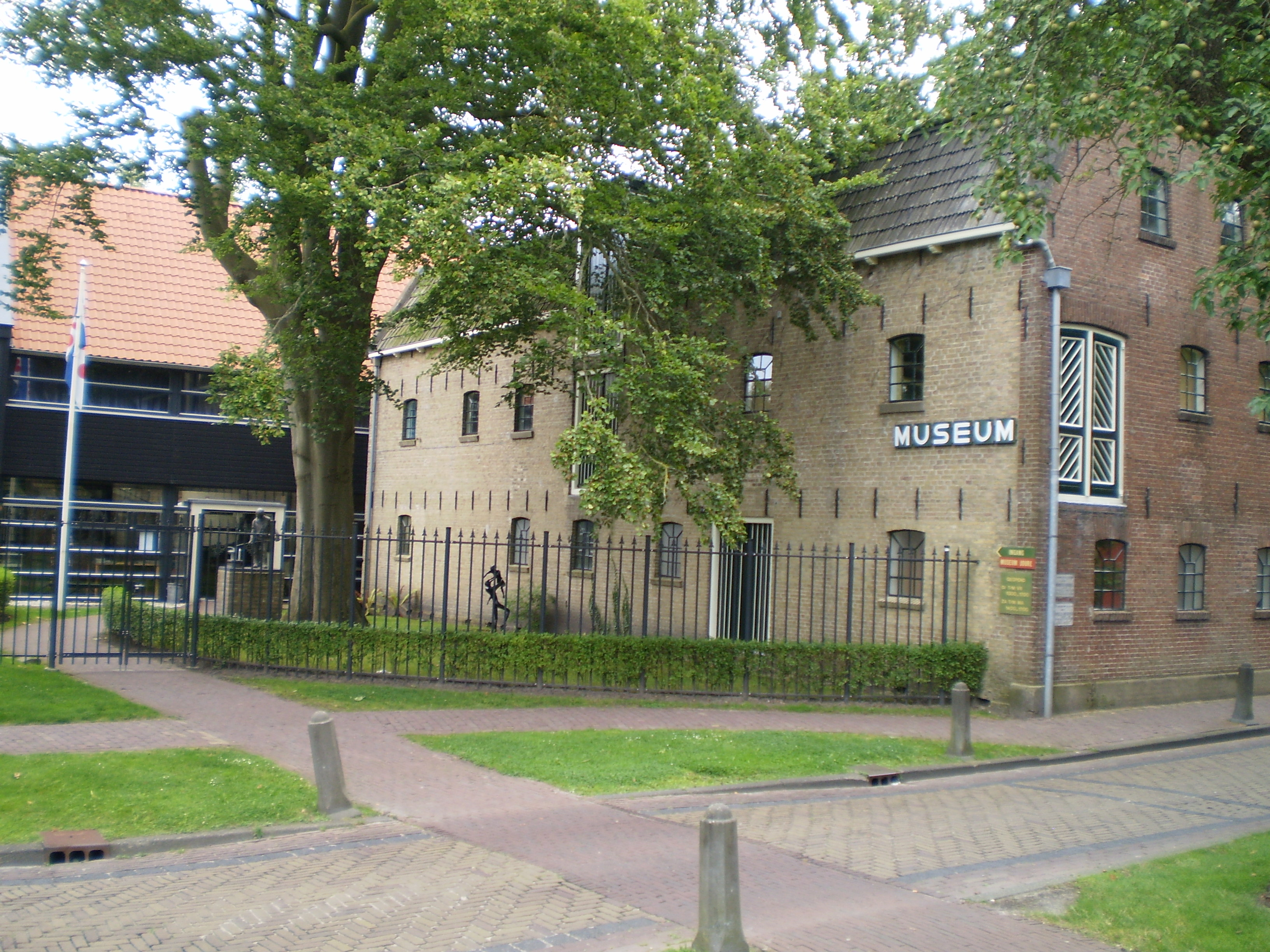
Museum Joure
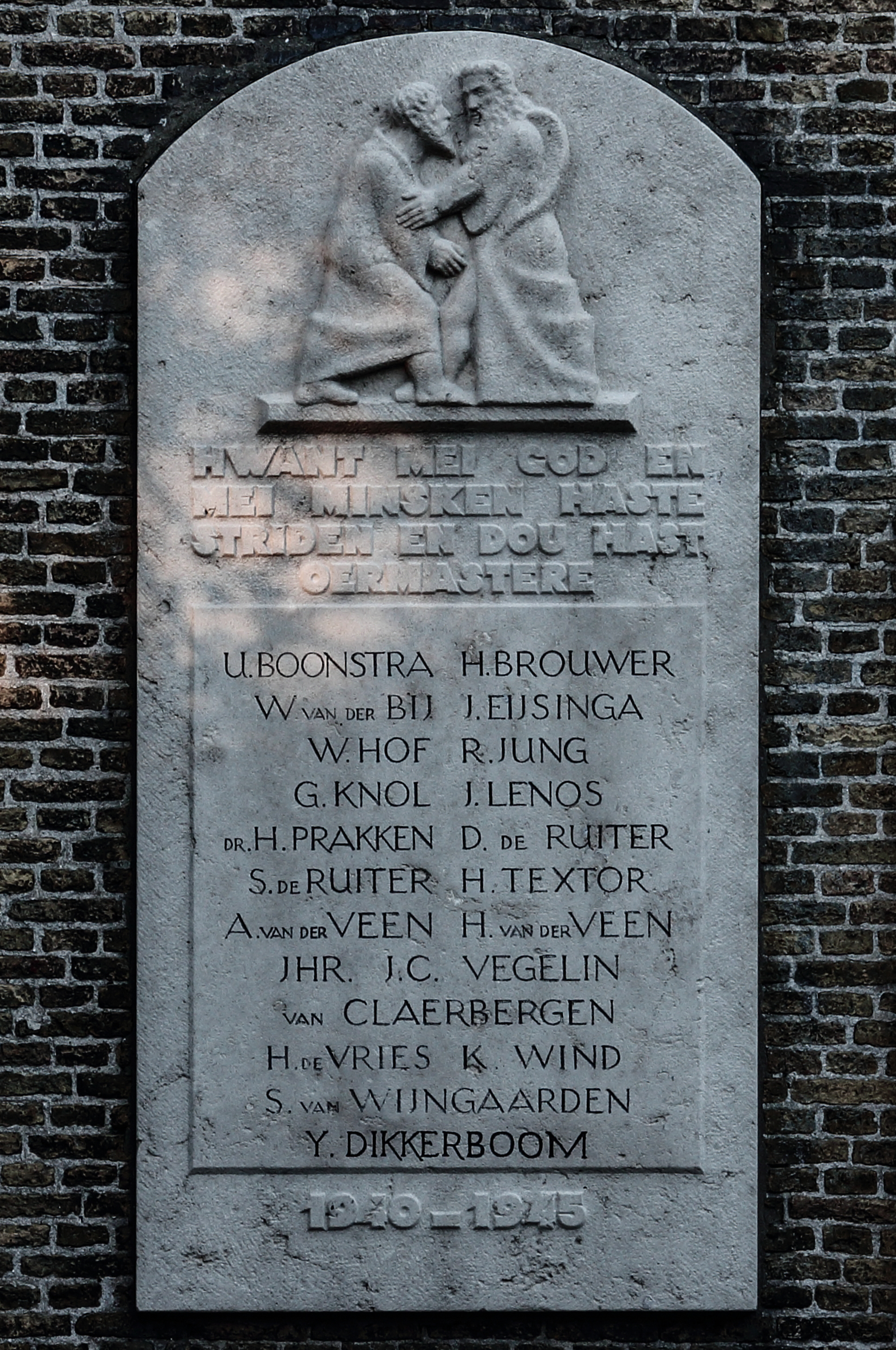
Oorlogsmonument 1940-1945 aan de Jouster Toer
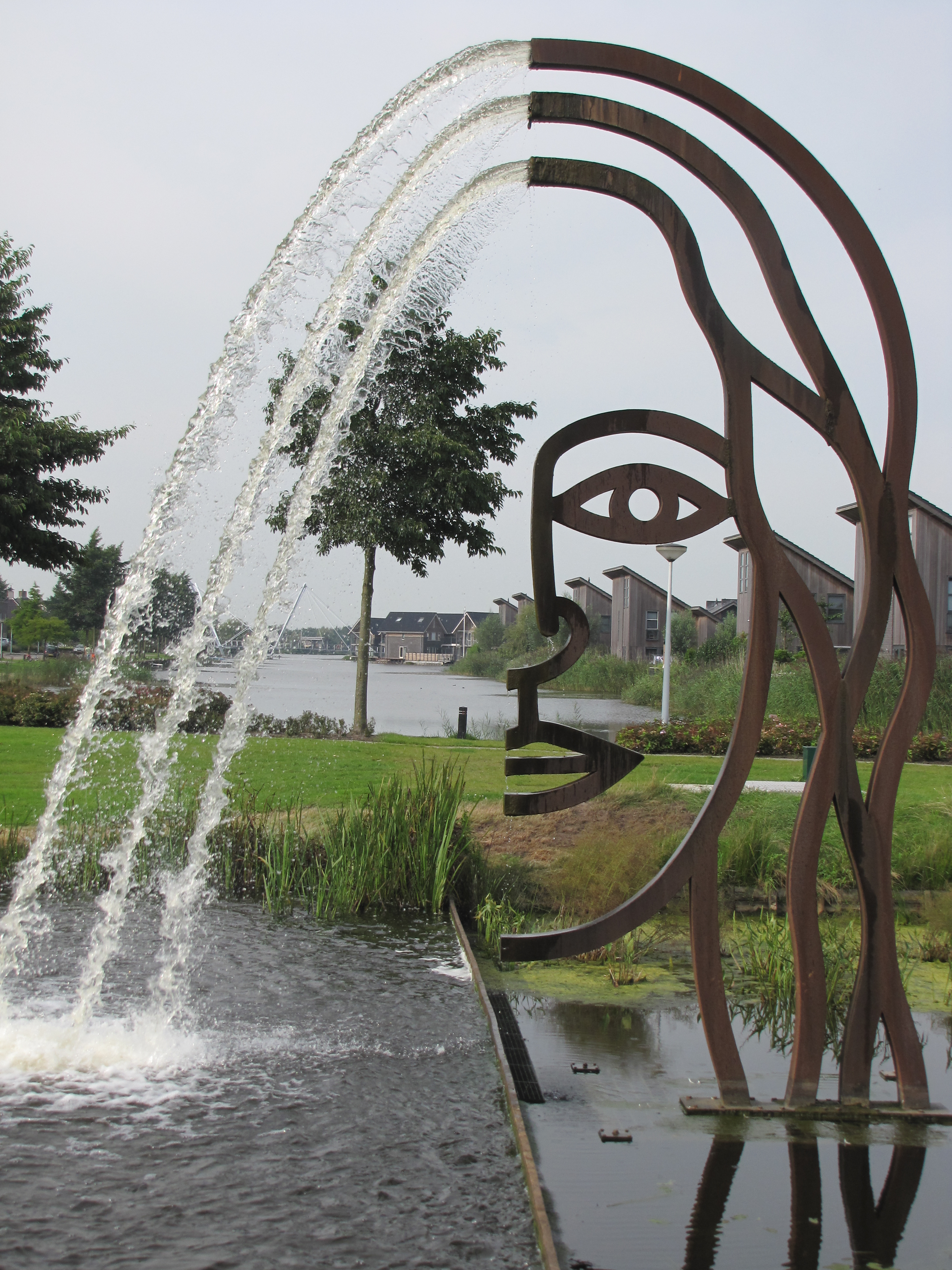
Het Grote Gezicht

### Evenementen
- In 1466 verwierf de vlecke het recht op een weekmarkt. Ruim 15 jaar later, in 1482, kwam hier tevens het recht op een jaarmarkt bij: Jouster Merke. Deze wordt nog ieder jaar gehouden op de vierde donderdag van september. In 1525 werd echter zowel de weekmarkt als jaarmarkt officieel erkend door het Habsburgse Rijk dus in 2025 is het officieel 500 jaar.
- Sinds 1986 worden in Joure jaarlijks de Friese Ballonfeesten gehouden. Daarbij stijgen dagelijks 35 heteluchtballonnen op vanaf de Nutsbaan in Joure. Het evenement vindt meestal plaats in de laatste week van juli, en trekt veel toeristen. Naast het opstijgen van ballonnen bestaan de ballonfeesten uit verschillende optredens van artiesten. Sindsdien wordt Joure ook wel Balloon City genoemd.
- Op de woensdag dat de ballonfeesten beginnen, wordt ook de Boerenbruiloft gehouden. Met een trouwerij, een harddraverij (paardrijwedstrijd) op ongezadelde paarden en een ringrijderij.
- Ook wordt in Joure elk jaar het WK solexracen gehouden. Ook dit trekt veel toeristen.
- In augustus wordt de Romantische markt gehouden, Joure laat zich voor één dag omdopen tot een echte Mont Martre Markt. Ruim 250 kramen toveren de Midstraat om tot een prachtige en bovenal gezellige markt. De kunst- en verzamelmarkt biedt tal van nostalgische producten uit (groot)moeders tijd. De markt kent al een lange traditie in Friesland en is in meer dan vijftig jaar uitgegroeid tot een echt Fries evenement.
- Voor het eerst werd in 2008 (24 mei) een historisch spektakel georganiseerd in Joure: Rjochtdei, een groot evenement in het centrum van Joure. De Midstraat was het centrum van het 17e-eeuwse toneel. Het jaar 1628 waarin in de vlecke Joure het nedergerecht werd gehanteerd staat centraal. In de vorm van een openluchtspel werd door grietman Hobbe van Baerdt (de burgemeester van toen) recht gesproken in de Hobbe van Baerdt Tsjerke. Daar omheen vonden allerlei activiteiten in het centrum plaats. Voor deze dag werd een speciale munt, de Jouster Sulver Gūne uitgegeven. Op 20 mei 2010 is de Rjochtdei voor de tweede maal georganiseerd. Bij deze gelegenheid bood Ambachtelijk Friesland aan het Museum Joure een drinkhoorn aan, gesneden uit de hoorn van een rund. In het snijwerk op de hoorn zijn het wapen van Joure en dat van Hobbe van Baerdt verwerkt. De opening is bewerkt met sierzilver en de punt bevatte een eikel van zilver.[6] In 2013 werd de laatste Rjochtdei gehouden na uitblijven van subsidiegelden.
- Iedere zomer, in de laatste week van de basisschoolvakantie, worden de Jeugd Vakantie Dagen georganiseerd. Op deze kinderspeeldagen komen jaarlijks zo'n 750 kinderen per dag af. In 2011 werden ze voor de 20ste keer georganiseerd.

## Sport
Joure kent uiteenlopende sportverenigingen. Enkele bekende zijn korfbal- en voetbalvereniging SC Joure, hockeyvereniging JHC Stix, volleybalvereniging VC Joure en Basketbalvereniging Oaters Joure.

## Kerkgebouwen

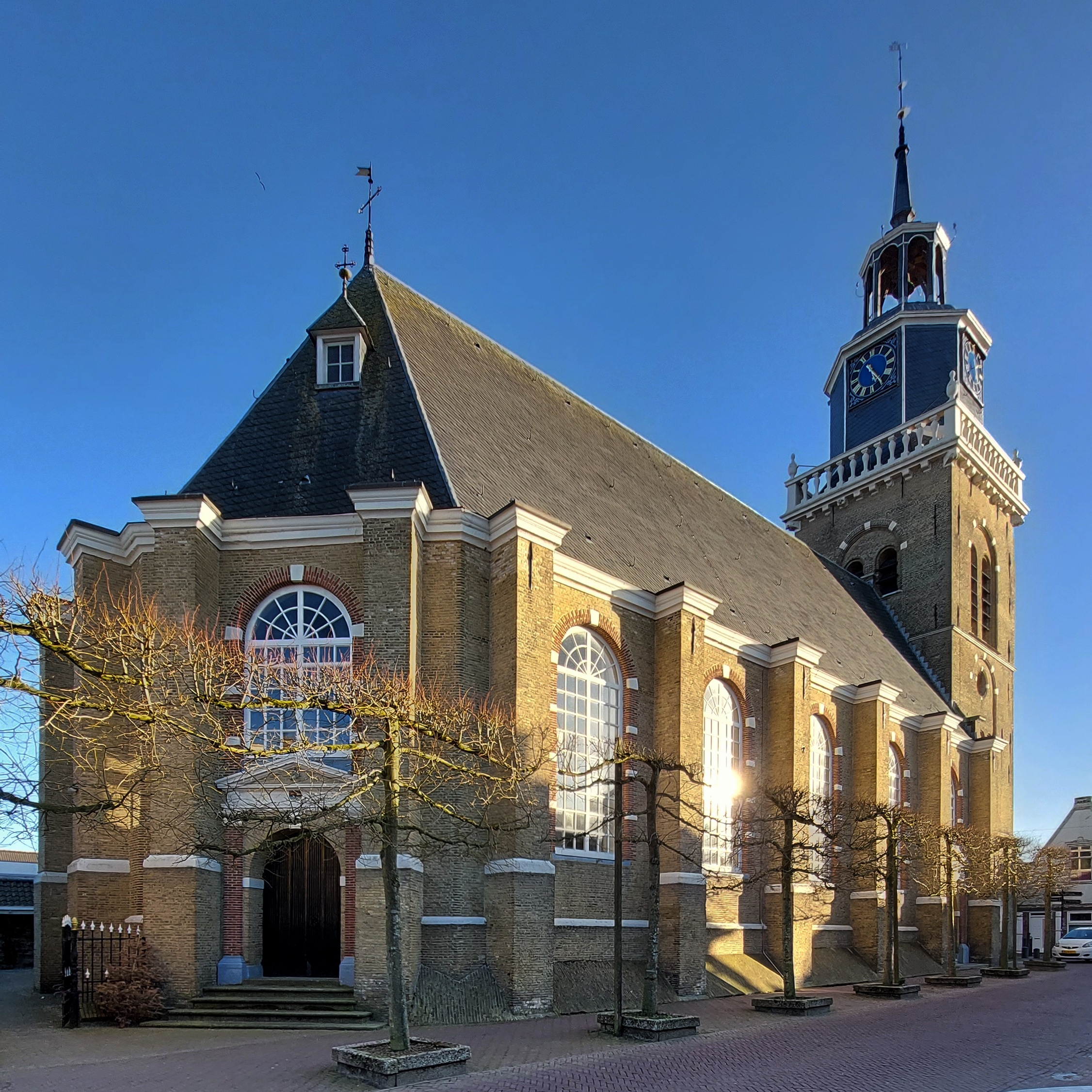
Hobbe van Baerdt Tsjerke met de Jouster Toer
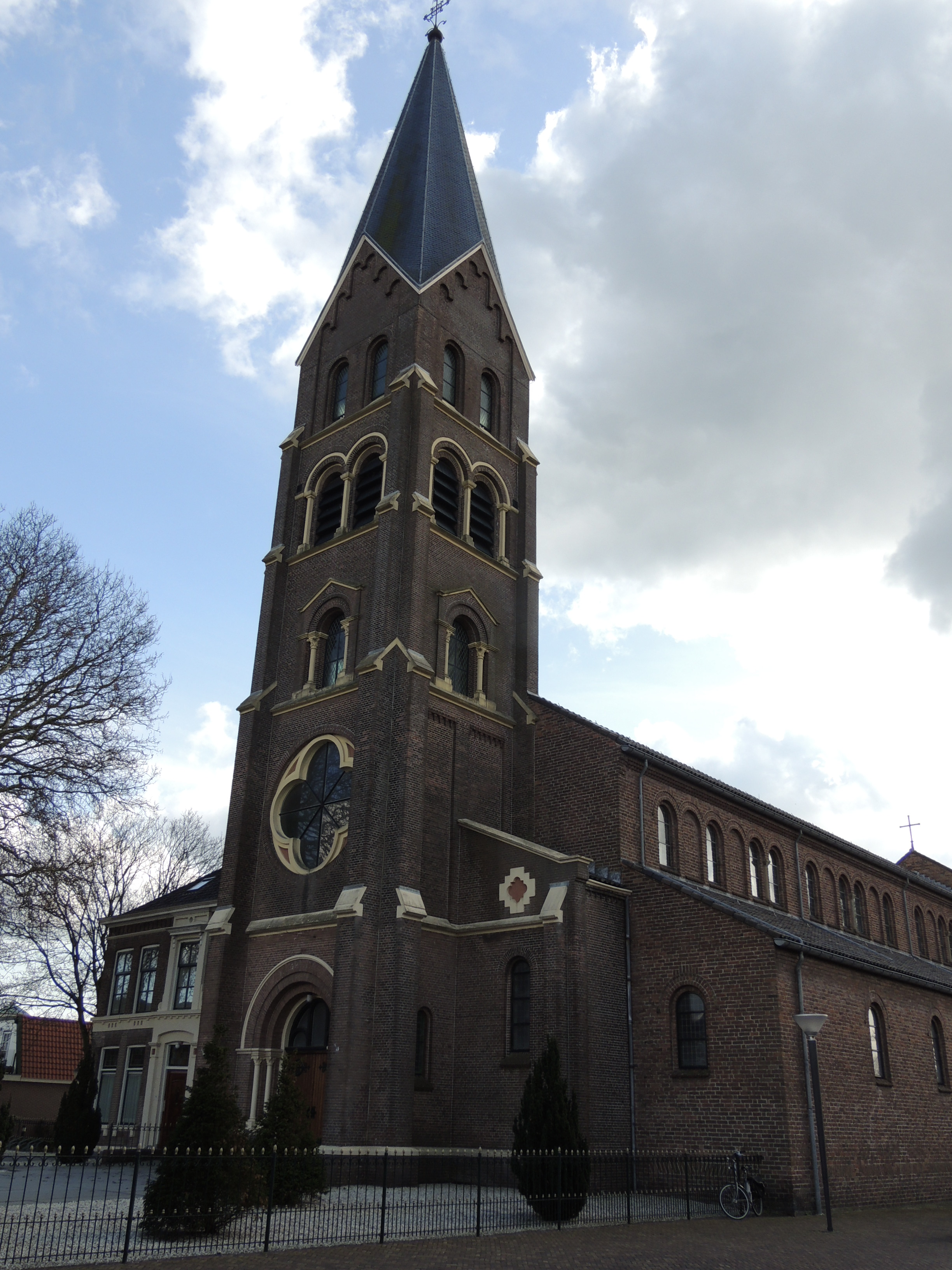
Sint-Mattheüskerk
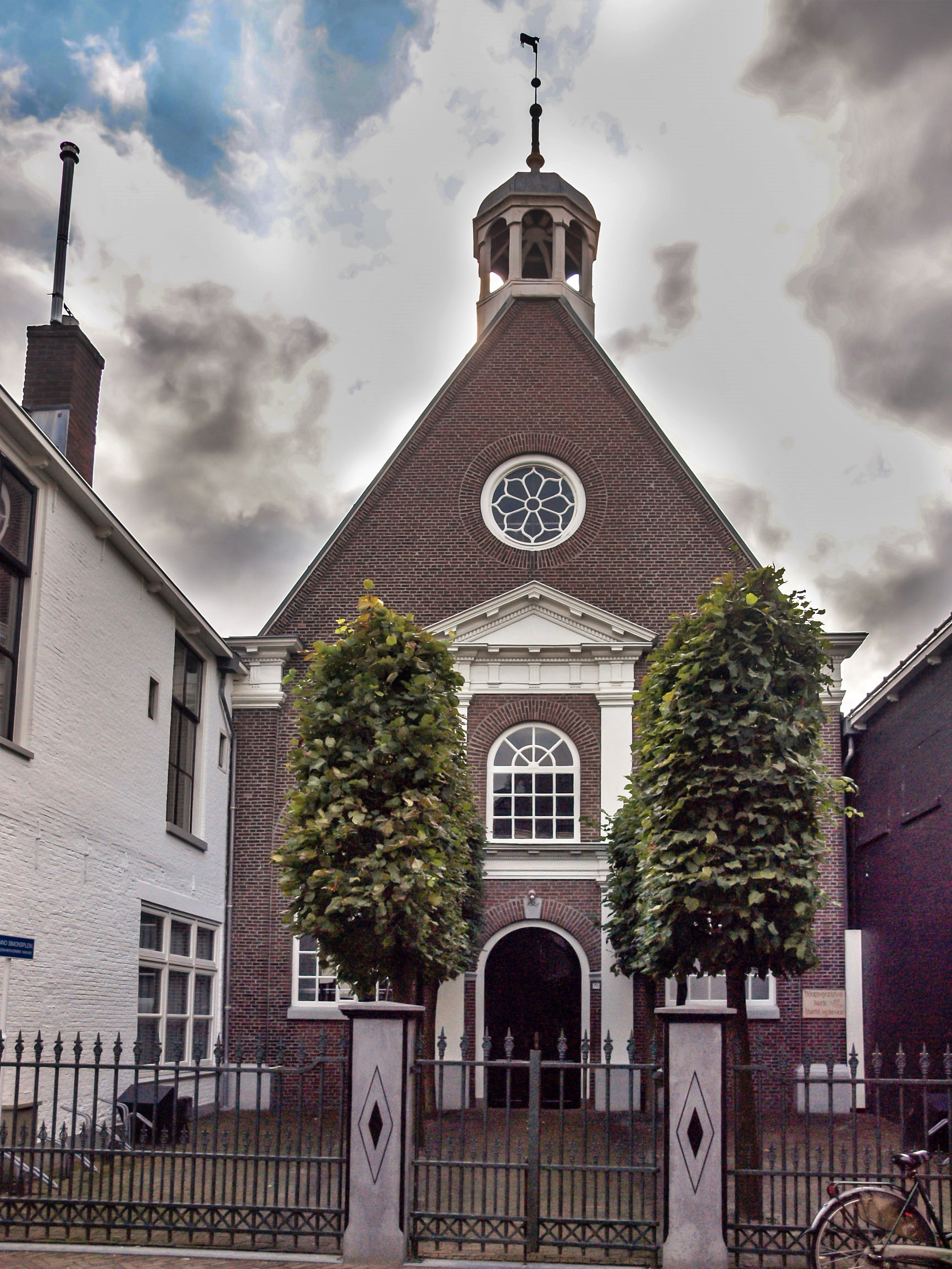
Doopsgezinde kerk

## Molens

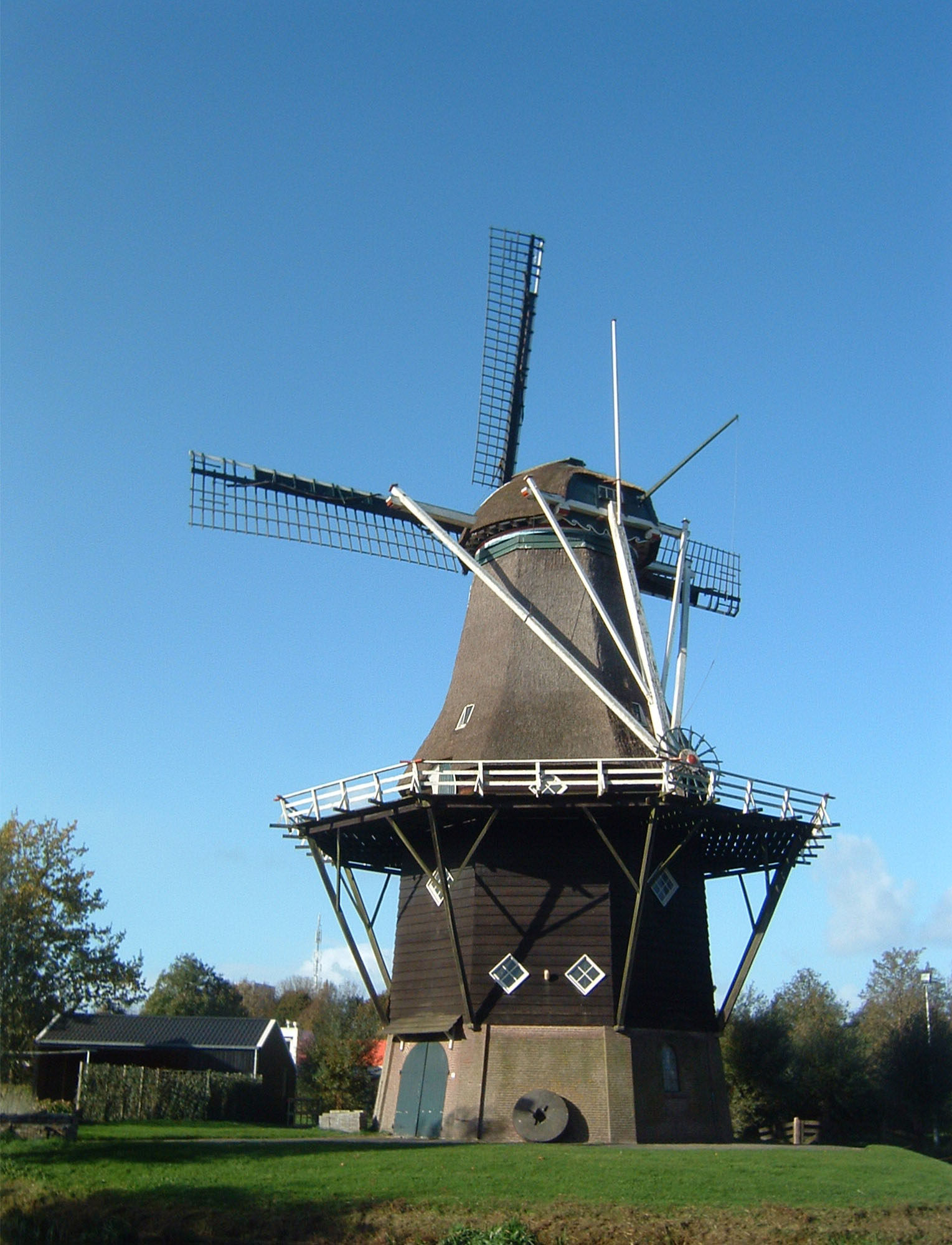
Penninga's Molen
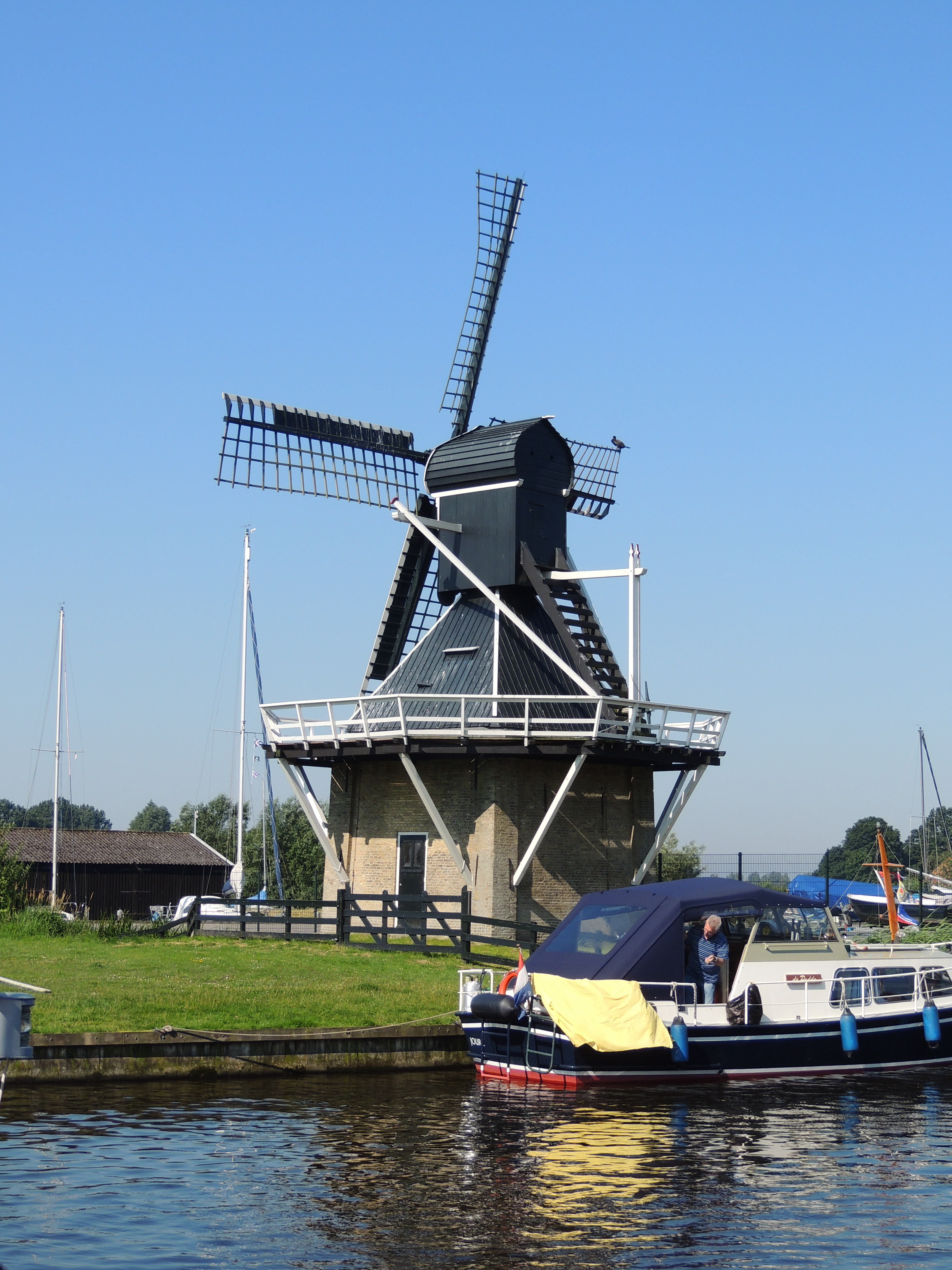
De Groene Molen

## Overige bouwwerken

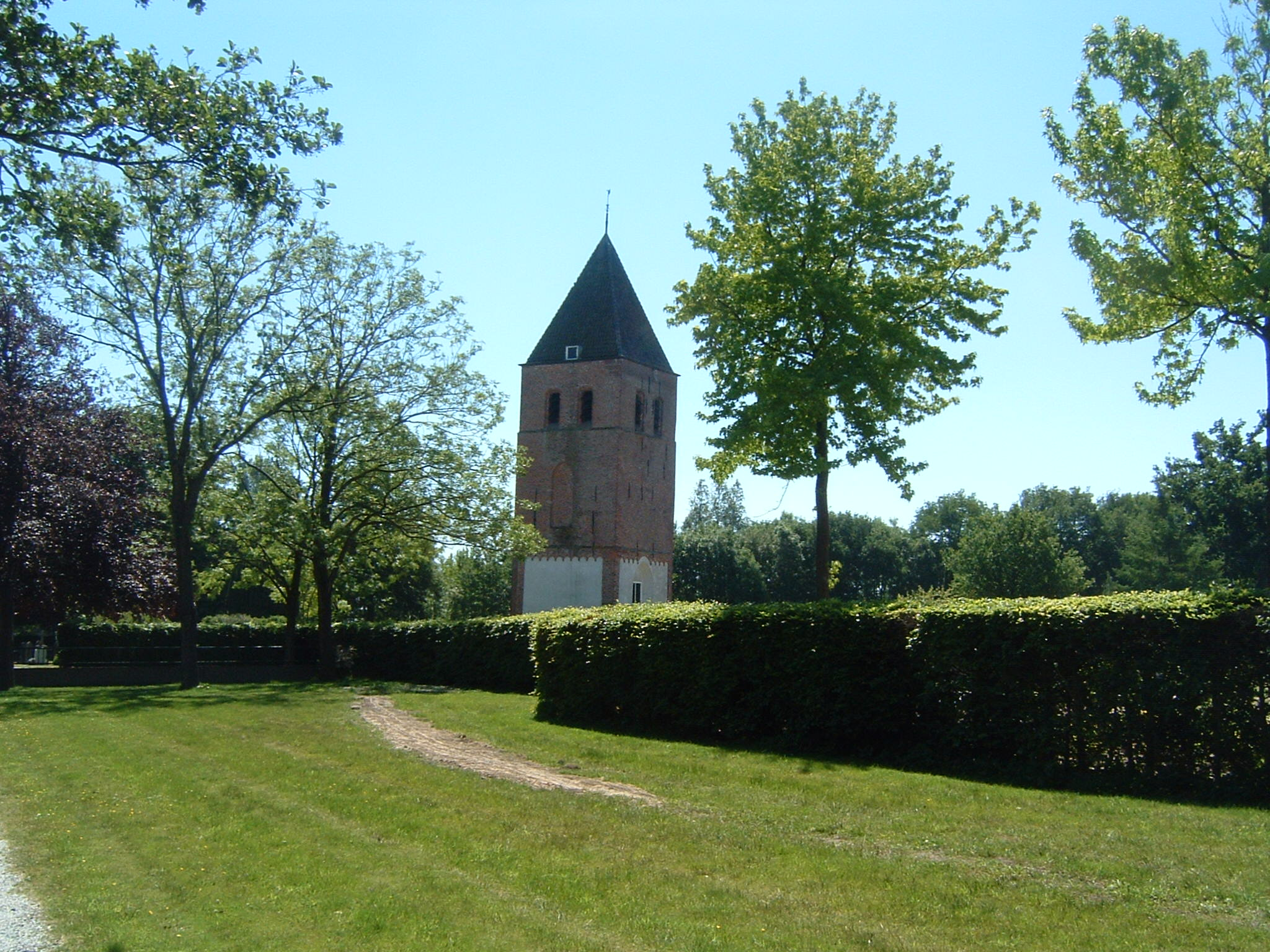
Kerktoren van Westermeer
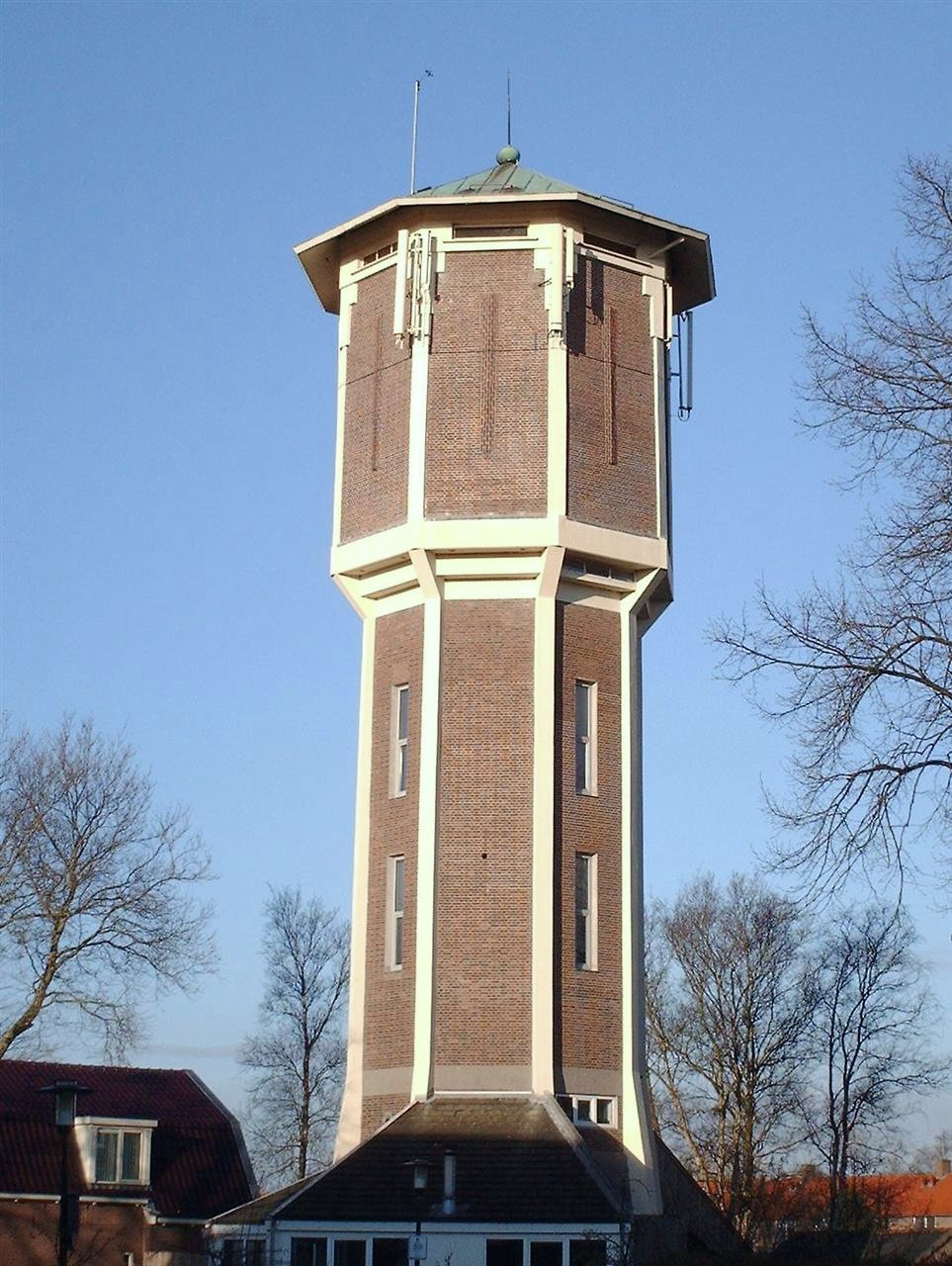
Watertoren
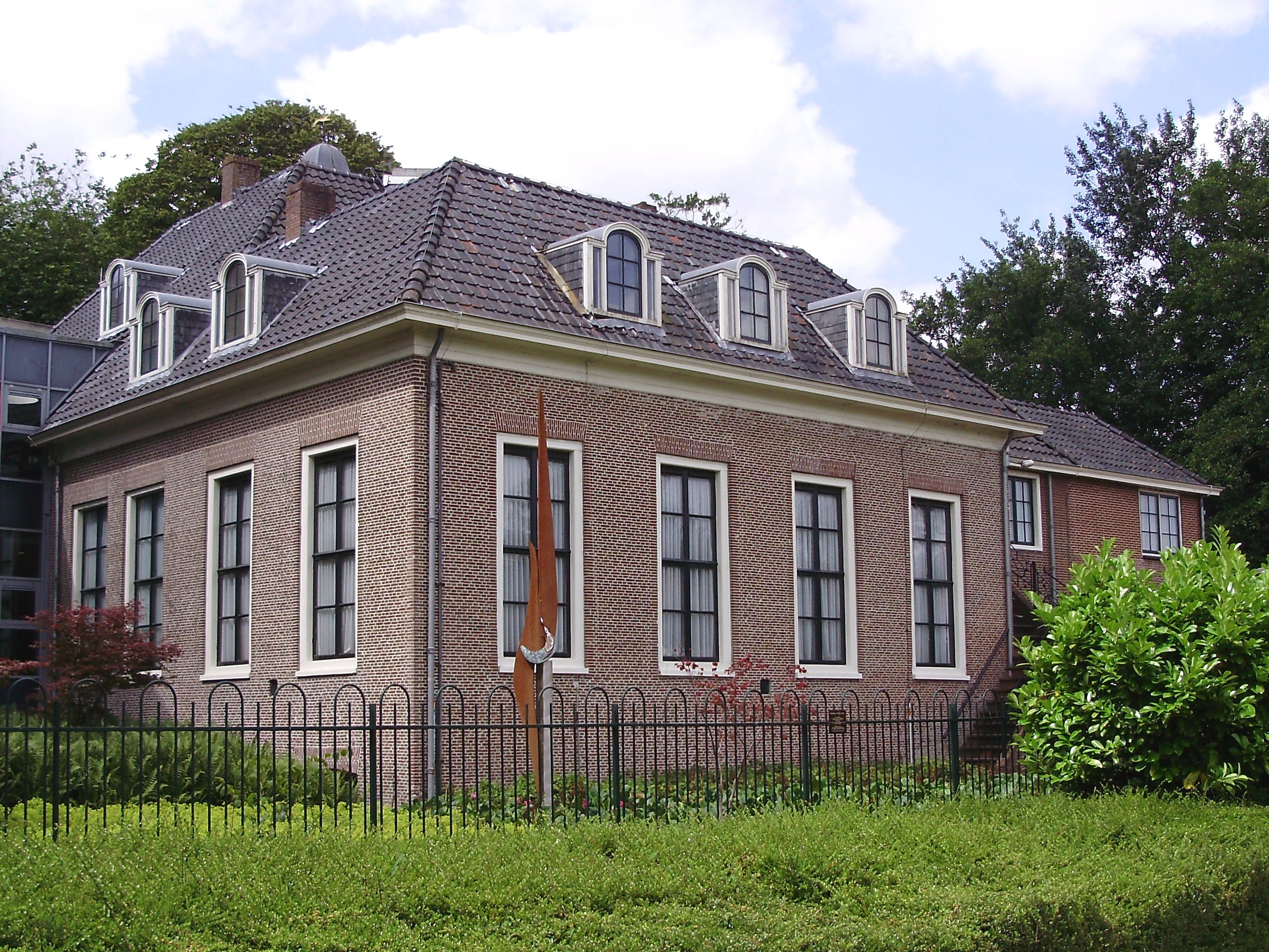
Herema State

## Bevolkingsontwikkeling

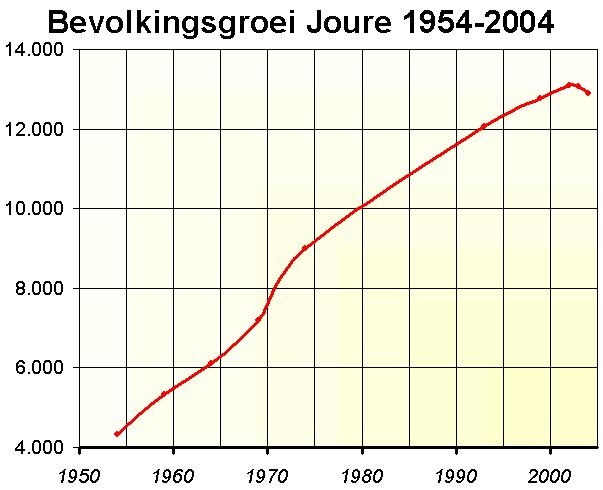
Bevolkingsgroei 1954-2004

De bevolkingsomvang van Joure is sinds de jaren vijftig verdrievoudigd. In de tien jaar van 1993 tot 2003 is het aantal inwoners dan ook met ruim 1000 mensen toegenomen. Dit is voor Friese standaarden een forse stijging. Een daling in het inwonertal na 2003 is te wijten aan de sluiting van het plaatselijke asielzoekerscentrum.
| 1913  | 1954  | 1959  | 1964  | 1969  | 1974  | 1993   | 1999   | 2000   | 2002   | 2003   | 2004   | 2005   | 2006   | 2007   | 2011   | 2016   | 2018   | 2020   | 2021   |
| ----- | ----- | ----- | ----- | ----- | ----- | ------ | ------ | ------ | ------ | ------ | ------ | ------ | ------ | ------ | ------ | ------ | ------ | ------ | ------ |
| 3.726 | 4.332 | 5.332 | 6.107 | 7.180 | 9.002 | 12.007 | 12.760 | 13.845 | 13.091 | 13.081 | 12.904 | 12.800 | 12.896 | 12.902 | 13.015 | 13.013 | 13.070 | 13.150 | 13.150 |

## Geografie

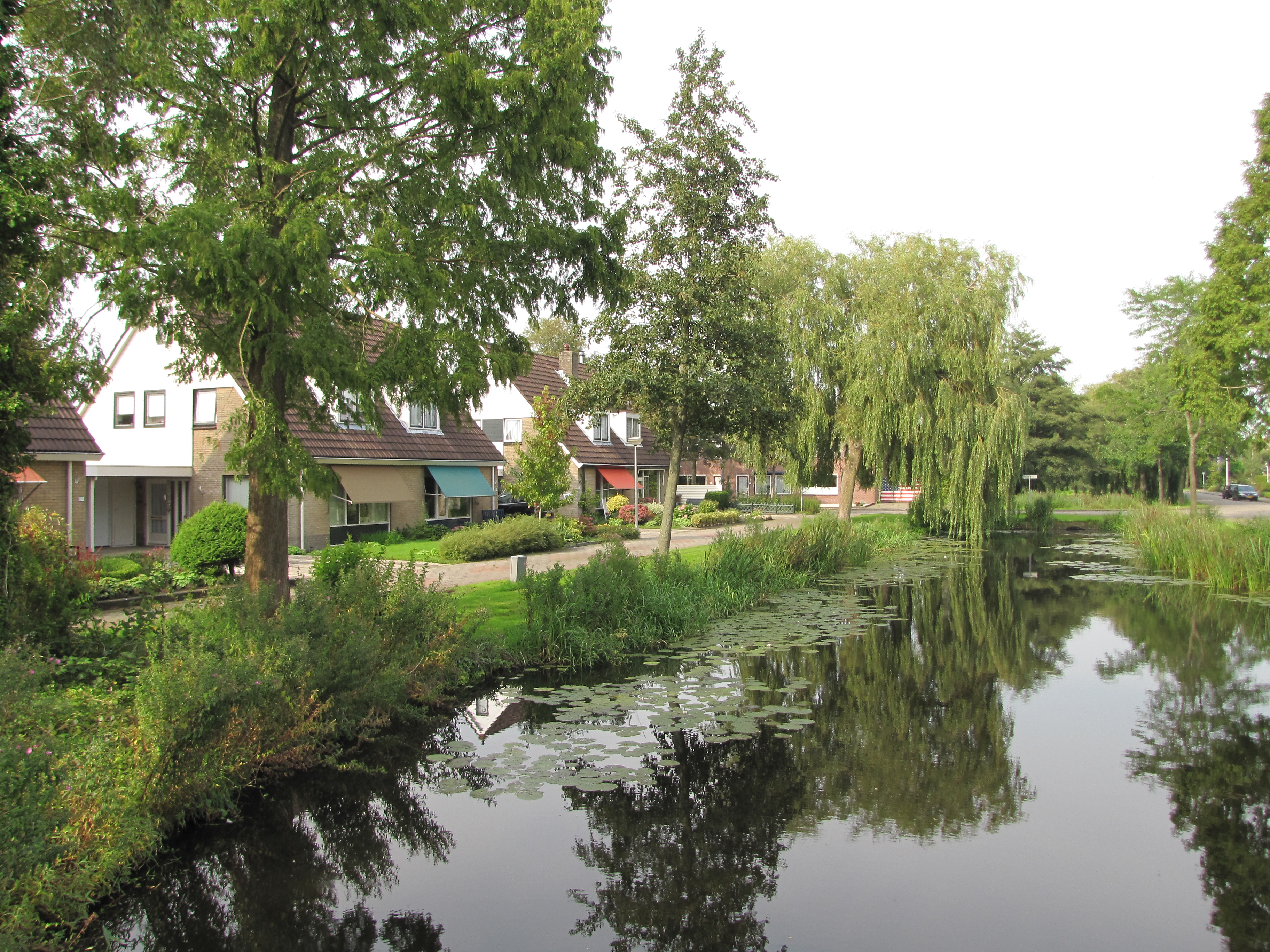
Schepenkwartier

### Woonwijken
(van oud naar nieuw)
- Oud-Joure
- Blaauwhof
- Jonkersland
- Zuiderveld
- Westermeer
- Schepenkwartier
- Skipsleat
- Wyldehoarne
- Broek Zuid

### Industrieterreinen
Joure telt vijf industrieterreinen (van oud naar nieuw): Tolhúswei, Douwe Egberts, Sewei, Woudfennen (in aanbouw), De Ekers.

## Parken en natuurgebieden

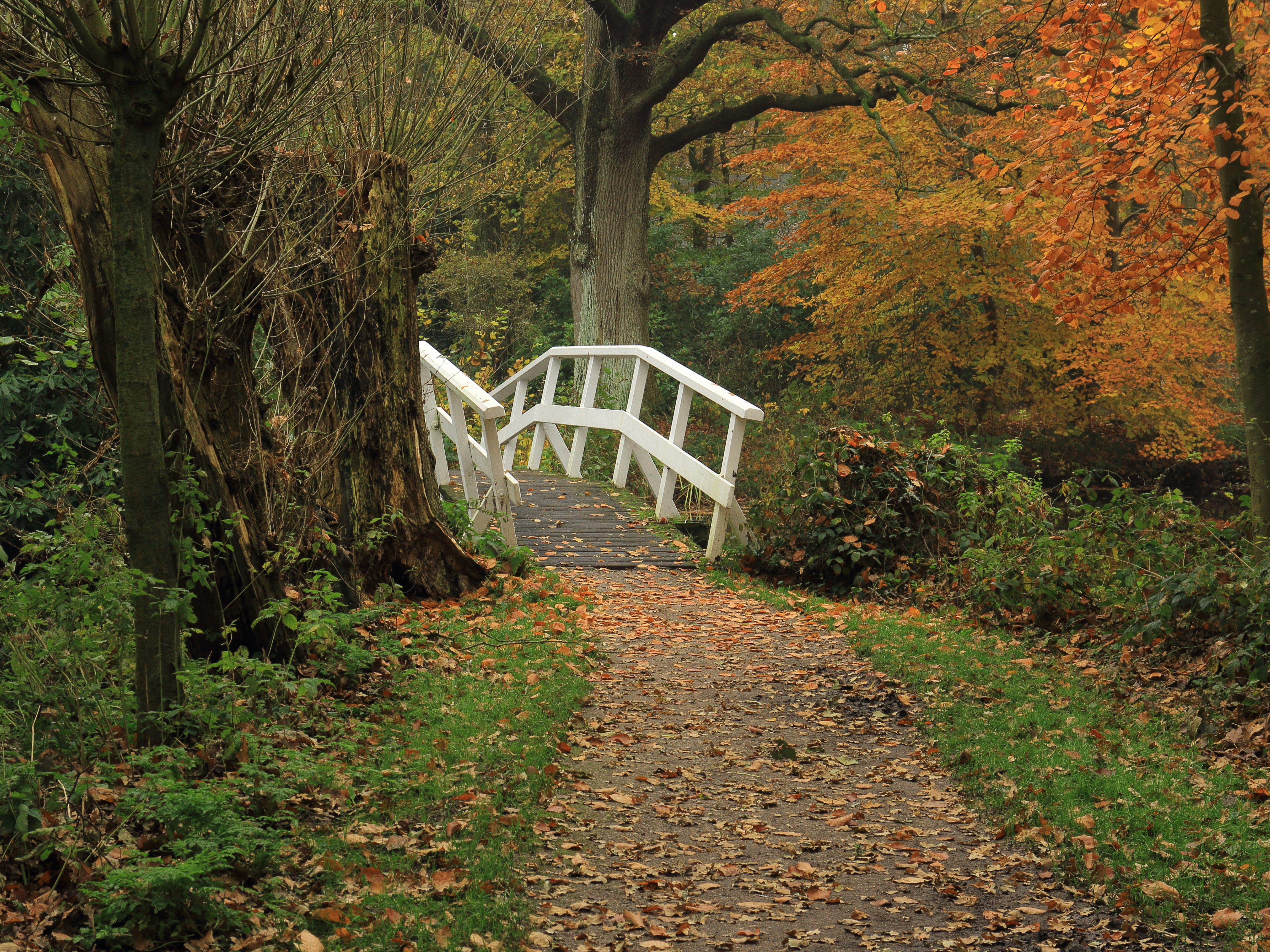
Park Heremastate. Brug over de grote vijver.

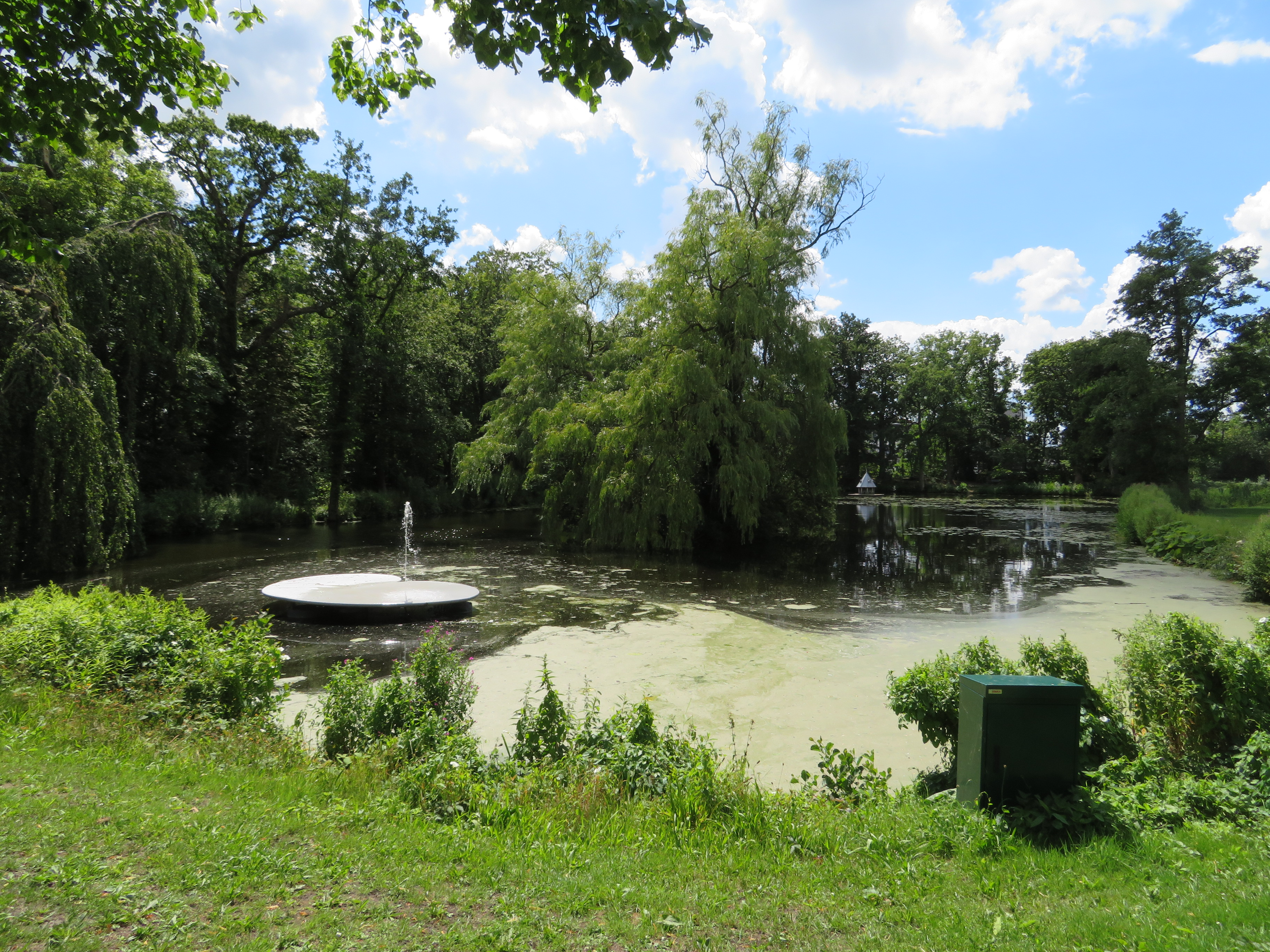
Het park in 2020

- Parken: Park Heremastate (in de volksmond: de “Pörte”), park Ter Huivra (in de volksmond: 't Lytse Parkje)
- Natuurgebieden (omgeving): D.E.-bos, De Famberhorst, De Twigen, Easterskar, Haulsterbossen, Kop Blokslootpolder (Fries: Bloksleatpolder), Rozenbos, Zwettepoel

## Verkeer en vervoer
Joure ligt tussen Sneek en Heerenveen. Vlak ten zuiden van de plaats bevindt zich knooppunt Joure: een knooppunt waar de snelwegen A6 en A7 samenkomen. Het lokale openbaar vervoer wordt verzorgd door Qbuzz met diverse buslijnen vanaf busstation Joure. De scheepvaart passeert de Joustersluis naar de Noorder Oudeweg.
De rotonde in de snelweg is vervangen door fly-overs. In 2015 is begonnen met de werkzaamheden hieraan. De weg vanuit Joure (Geert Knolweg) is doorverbonden met de weg naar Haskerhorne (Jousterweg). De snelweg van Sneek (A7), die toen om Joure heen draaide, is rechtdoor getrokken richting Ouwsterhaule. Bij het bereiken van de snelweg naar Lemmer, is een half sterknooppunt aangelegd. De eerste delen van het nieuwe knooppunt zijn op 13 en 14 oktober 2017 geopend.

## Partnersteden
- Drolshagen (Duitsland)
- Mediaş (Roemenië)

## Bekende Jousters
- Wynoldus Munniks (1744-1806), hoogleraar
- Frans Julius Johan van Eysinga (1752-1828), grietman Doniawerstal
- Elias Annes Borger (1784-1820), hoogleraar theologie en letteren
- Geert Aeilco Wumkes (1869-1954), theoloog
- Dr. Nicolas Japikse (1872-1944), historicus
- Jacob Jongbloed (1895-1974), fysioloog
- Heije Schaper (1906-1996), militair en politicus
- Henk Zoetendal (1941-2024), voetballer
- Charles Groenhuijsen (1954), journalist
- Tjerk Terpstra (1964), schaatser
- Arend Glas (1968), bobsleeër
- Jelle ten Rouwelaar (1980), doelman
- Andries Noppert (1994), doelman en Oranje-international
- Danny Noppert (1990), darter